# Campeonato Mundial de Cubo Mágico
O Campeonato Mundial de Cubo Mágico (em inglês: World Rubik's Cube Championship) é o maior torneio de cubo mágico do mundo, e tem a chancela da WCA (World Cube Association). O primeiro campeonato aconteceu na cidade de Budapeste, no ano de 1982. Depois disso, o torneio voltou a acontecer em 2003.
A cada dois anos a partir de 2003, a WCA realiza o Campeonato Mundial do Cubo de Rubik. O Campeonato, em última análise, determina o campeão mundial do quebra-cabeça. Todo evento oficial é realizado no Campeonato. O Campeonato Mundial do Cubo de Rubik exige um planejamento extremamente cuidadoso por parte de vários voluntários, bem como um grande compromisso financeiro para reservar o local e fazer os preparativos necessários. O último campeonato foi realizado em Melbourne, Austrália, de 11 a 14 de julho de 2019. O Campeonato Mundial de 2021 seria realizado em Almere, Amsterdã, de 28 a 31 de dezembro de 2021, já adiado de suas datas iniciais de julho devido à COVID 19, antes de ser finalmente cancelado pela associação em agosto de 2021. O próximo campeonato será realizado em Seul, Coréia do Sul.

## Campeonatos Mundiais
| Edição | Ano                                                   | Cidade-sede                |
| ------ | ----------------------------------------------------- | -------------------------- |
| 1      | Campeonato Mundial de Cubo Mágico de 1982             | Budapeste - Hungria        |
| 2      | Campeonato Mundial de Cubo Mágico de 2003             | Toronto - Canadá           |
| 3      | Campeonato Mundial de Cubo Mágico de 2005             | Boston - Estados Unidos    |
| 4      | Campeonato Mundial de Cubo Mágico de 2007             | Budapeste - Hungria        |
| 5      | Campeonato Mundial de Cubo Mágico de 2009             | Dusseldorf - Alemanha      |
| 6      | Campeonato Mundial de Cubo Mágico de 2011             | Bangkok - Tailândia        |
| 7      | Campeonato Mundial de Cubo Mágico de 2013             | Las Vegas - Estados Unidos |
| 8      | Campeonato Mundial de Cubo Mágico de 2015             | São Paulo - Brasil         |
| 9      | Campeonato Mundial de Cubo Mágico de 2017             | Paris - França             |
| 10     | Campeonato Mundial de Cubo Mágico de 2019             | Melbourne - Austrália      |
| 11     | Campeonato Mundial de Cubo Mágico de 2021 - Cancelada | Almere - Holanda           |
| 12     | Campeonato Mundial de Cubo Mágico de 2023             | Seul - Coreia do sul       |

## Curiosidades
- Em 2007, um robô batizado de curbinator participou do torneio.[9]
- Há 17 categorias no campeonato, sendo a 3x3x3 a principal e a mais importante de todo o campeonato.

### Eventos
Atualmente, a WCA tem 17 Modalidades diferentes em seus campeonatos, que são conhecidos como Eventos. Nem todos eles são oferecidos em todas as competições, mas geralmente são oferecidos em campeonatos nacionais, continentais e globais. Os eventos são:
- Cubo 3x3x3
- Cubo 2x2x2
- Cubo 4x4x4
- Cubo 5x5x5
- Cubo 6x6x6
- Cubo 7x7x7
- 3x3x3 de Olhos Vendados (3BLD)
- 3x3x3 Menos Movimentos (FMC)
- 3x3x3 Com Uma Mão (OH)
- Megaminx
- Pyraminx
- Clock
- Skewb
- Square-1
- 4x4x4 de olhos vendados (4BLD)
- 5x5x5 de olhos vendados (5BLD)
- 3x3x3 Multiplos Cubos Vendado (MBLD)

-> Além disso, alguns eventos tiveram seu status oficial de evento da WCA removido. São eles:
- Magia
- Mestre da Magia
- 3x3x3 Multi-Blind Estilo Antigo
- 3x3x3 Com Pés

-> Alguns eventos também mantiveram formalmente status não oficial em eventos da WCA e nenhum registro foi mantido deles.
- 3x3x3 Sem Inspeção
- Velocidade 3x3x3 com os olhos vendados
- 3x3x3 Três em Linha
- Resolução em equipe 3x3x3
- Resolução em equipe 3x3x3 de olhos vendados
- 2x2x2 de olhos vendados
- Relógio de olhos vendados
- Cubo Siamês 3x3x3
- Cubo arco-íris
- Serpente de Rubik
- Blocos de espelho
- Rubik 360
- 2x2x2 com uma mão
- Magia com uma mão
- Octaedro de Face

### Vencedores 3x3x3
| Campeonato | Ano  | País Sede                                 | Datas              | Modalidades | Vencedor 3x3x3                  | Tempo | Ref |
| ---------- | ---- | ----------------------------------------- | ------------------ | ----------- | ------------------------------- | ----- | --- |
| I          | 1982 | Budapeste - Hungria                       | 5 De Junho         | 1           | EUA - Minh Thai                 | 22.95 | 28  |
| II         | 2003 | Toronto - Canadá                          | 23 - 24 De Agosto  | 14          | EUA - Dan Knights               | 20.00 | 29  |
| III        | 2005 | Lago Boa Vista - Flórida - Estados Unidos | 5 - 6 De Novembro  | 15          | França - Jean Pons              | 15.10 | 30  |
| IV         | 2007 | Budapeste - Hungria                       | 5 -7 De Outubro    | 17          | Japão - Yu Nakajima             | 12.46 | 31  |
| V          | 2009 | Düsseldorf - Alemanha                     | 9 - 11 De Outubro  | 18          | Reino Unido - Breandan Vallance | 10.74 | 32  |
| VI         | 2011 | BangKok - Tailândia                       | 14 - 16 De Outubro | 19          | Polônia - Michał Pleskowicz     | 8.65  | 33  |
| VII        | 2013 | Las Vegas - Estados Unidos                | 26 - 28 De Julho   | 17          | Austrália - Feliks Zemdegs      | 8.18  | 34  |
| VIII       | 2015 | São Paulo - Brasil                        | 17 - 19 De Julho   | 18          | Austrália - Feliks Zemdegs      | 7.56  | 35  |
| IX         | 2017 | Paris - França                            | 13 - 16 De Julho   | 18          | Max Park - Estados Unidos       | 6.85  | 36  |
| X          | 2019 | Melbourne - Austrália                     | 11 - 14 De Julho   | 18          | Alemanha - Phillip Weyer        | 6.74  | 37  |
| XI         | 2021 | Almere - Holanda                          | Cancelado          | -           | Evento Cancelado                | -     | 38  |
| XII        | 2023 | Seul - Coreia do Sul                      |                    |             |                                 |       | 39  |

O Campeonato Mundial de 1982 usou um método Melhor de 3 para determinar o vencedor, então o tempo de vitória de Minh Thai é na verdade uma única vez.